# Maarten Vandevoordt
Maarten Vandevoordt (Sint-Truiden, 2002. február 26. –) belga korosztályos válogatott labdarúgó, az RB Leipzig játékosa.

## Pályafutása

### Klubcsapatokban

#### KRC Genk
A VV Brustem, a Sint-Truidense és a KRC Genk korosztályos csapataiban nevelkedett. 2019. szeptember 24-én debütált a Genk felnőtt csapatában a KSK Ronse ellen a kupában. December 7-én a bajnokságban is bemutatkozott a Cercle Brugge ellen 2–1-re megnyert találkozón. December 10-én 17 évesen és 287 naposan a Bajnokok Ligájának valaha volt legfiatalabb kapusa lett, miután az olasz SSC Napoli ellen pályára lépett a 4–0-ra elvesztett mérkőzésen. Ezt a rekordot Mile Svilartól vette át. Néhány nappal később 2023. június 30-ig meghosszabbította a klubbal a szerződését.

#### RB Leipzig
2022. április 12-én a német RB Leipzig bejelentette, hogy megállapodást kötöttek Vandevoordttal, hogy 2024. július 1-jén csatlakozik a klubhoz és 2029. június 30-ig szóló írtak alá. 2024. október 26-án debütált a bajnokságban a Freiburg elleni második félidő elején, miután a bemelegítésen megsérült Gulácsi Péter. Három nappal később a kupában is bemutatkozott a St. Pauli ellen 4–2-re megnyert találkozón.

### A válogatottban
Többszörös belga korosztályos válogatott. Pályára lépett a 2018-as és a 2019-es U17-es labdarúgó-Európa-bajnokságon, valamint a 2023-as U21-es labdarúgó-Európa-bajnokságon. 2024 október elején először kapott meghívót a felnőtt válogatottba, de pályára nem lépett sem Franciaország, sem Olaszország ellen.

## Sikerei, díjai

### Klub
- KRC Genk
  - Belga kupa: 2020–21